# Katholische Hofkirche
Katholische Hofkirche är den katolska katedralen i Dresden i Tyskland, vigd åt den Heliga Treenigheten. Kyrkan är säte för den katolske biskopen i Dresden-Meissens stift och även församlingskyrka för Dresdens innerstad. Den uppfördes 1739 till 1751 i barockstil på beställning av kurfurst Fredrik August II av Sachsen efter ritningar av Gaetano Chiaveri. Kyrkan upphöjdes 1964 till konkatedral i stiftet. Den är huvudsakligt säte för stiftet sedan 1980, då biskopssätet flyttades från Bautzen till Dresden.
Hofkirche uppfördes ursprungligen som hovkyrka och är förbunden med Dresdens residensslott genom en gångbro över Chiaverigasse. Den ligger i Dresdens historiska innerstad vid stranden mot Elbe, mellan Schlossplatz och Theaterplatz.